# Rotava (nádraží)
Rotava je dopravna D3 (někdejší železniční stanice), která se nachází přibližně 3 km od stejnojmenného města v okrese Sokolov v Karlovarském kraji ležící nedaleko řeky Svatavy. Leží na neelektrizované jednokolejné trati Sokolov–Zwotental.

## Historie
V souvislosti s výstavbou nádraží v Sokolově v roce 1870 započala Buštěhradská dráha v následujících letech výstavbu tratě podél řeky Svatavy. Trať byla navedena skrz oblast, které se říká Anenské údolí. V něm byla zřízena železniční stanice určená pro nakládku kácených stromů a pro výstup a nástup vlastníků místních chalup a chatek. Stanice byla pojmenována právě po místě, kde byla zřízena, tedy Anenské údolí.
V roce 1890 byla z tratě ve stanici svedena čtyřkilometrová vlečná dráha do rotavských železáren. Její zbytky byly zbourány v roce 2006 a jediný její pozůstatek je třetí kolej umístěná za druhým nástupištěm.
Po zestátnění Buštěhradské dráhy v roce 1923 správu stanice převzaly Československé státní dráhy. V následujících desetiletích došlo k přejmenování na Rotava, podle katastru, na níž se nalézala, a k převodu na dopravnu D3.
Po revoluci připadla správa následovníkovi ČSD, tedy Českým drahám, které se však rozhodly, že některé lokální tratě, včetně této, zruší. Přičiněním městského zastupitelstva Kraslic došlo k tomu, že trať zrušena nebyla a naopak ji převzala nově vzniklá soukromá drážní společnost Viamont. Poté, co Viamont zkrachoval,[zdroj?] převzala v roce 2011 správu tratě společnost PDV Railway a osobní drážní doprava připadla společnosti GW Train Regio.
V Rotavě není osobní pokladna, cestující jsou odbavováni ve vlaku.

## Fotogalerie

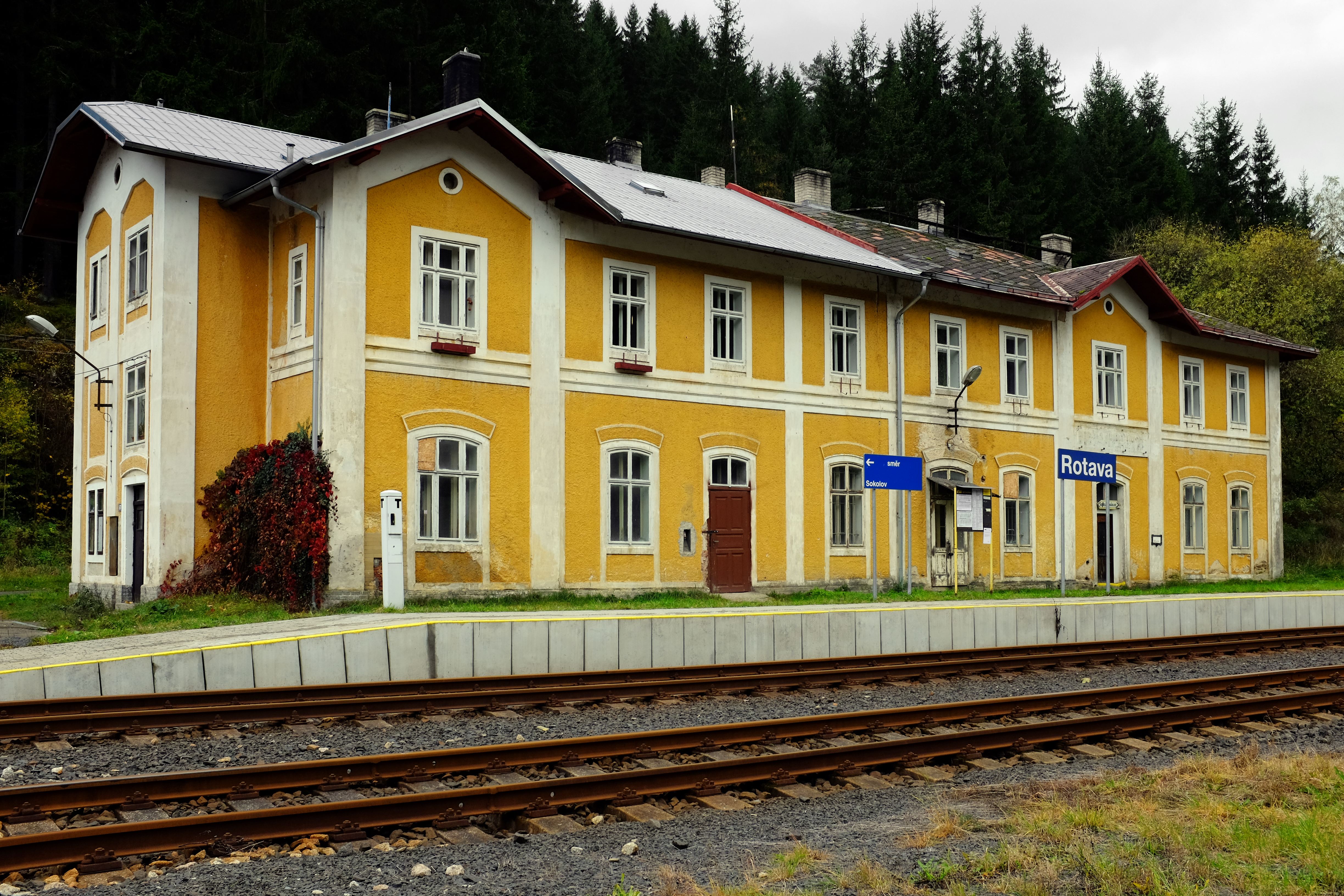
Pohled na staniční budovu od druhého nástupiště (2017)
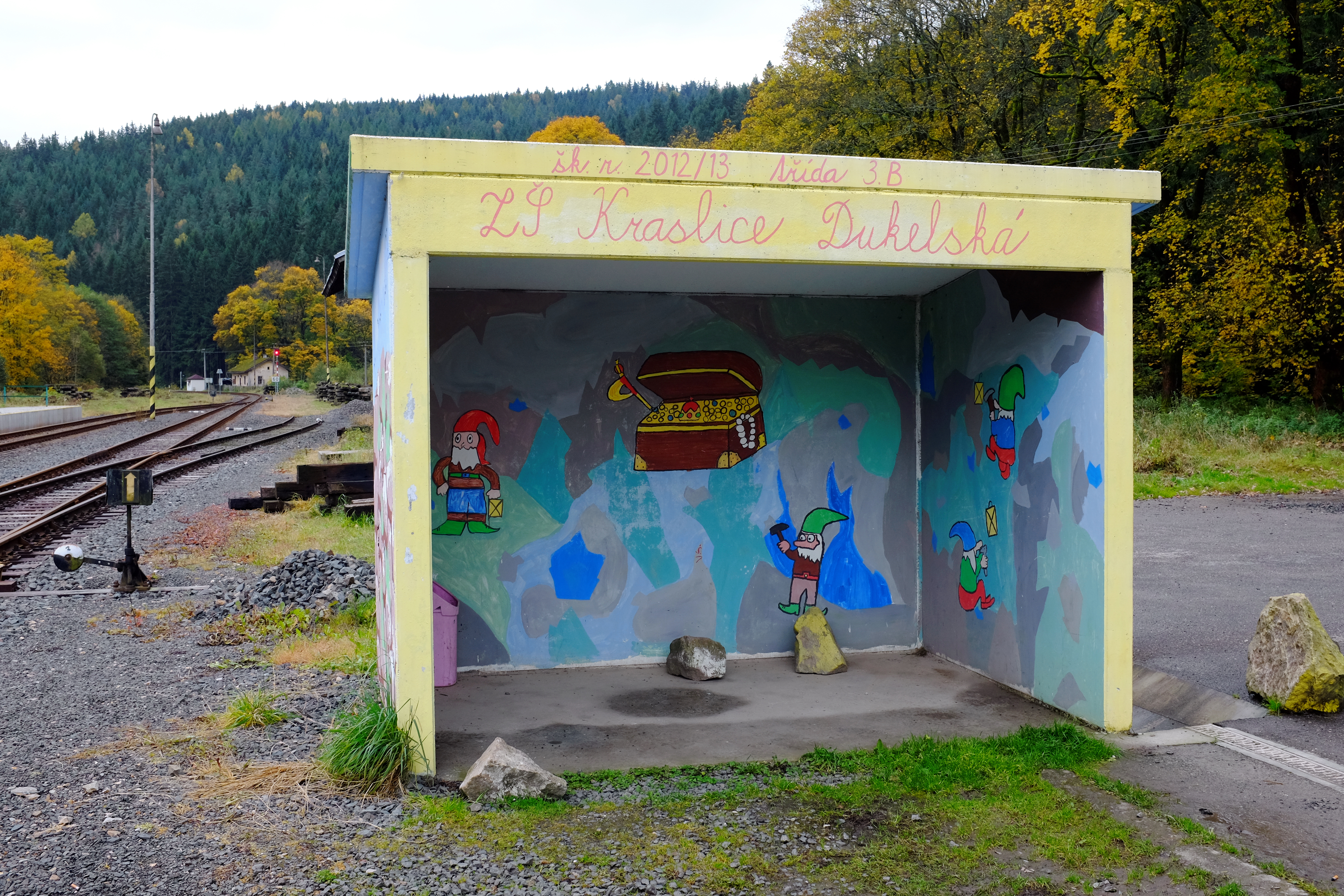
Pohled na přístřešek vyzdobený nástěnnou malbou žáků ZŠ Kraslice, Dukelská (2017)
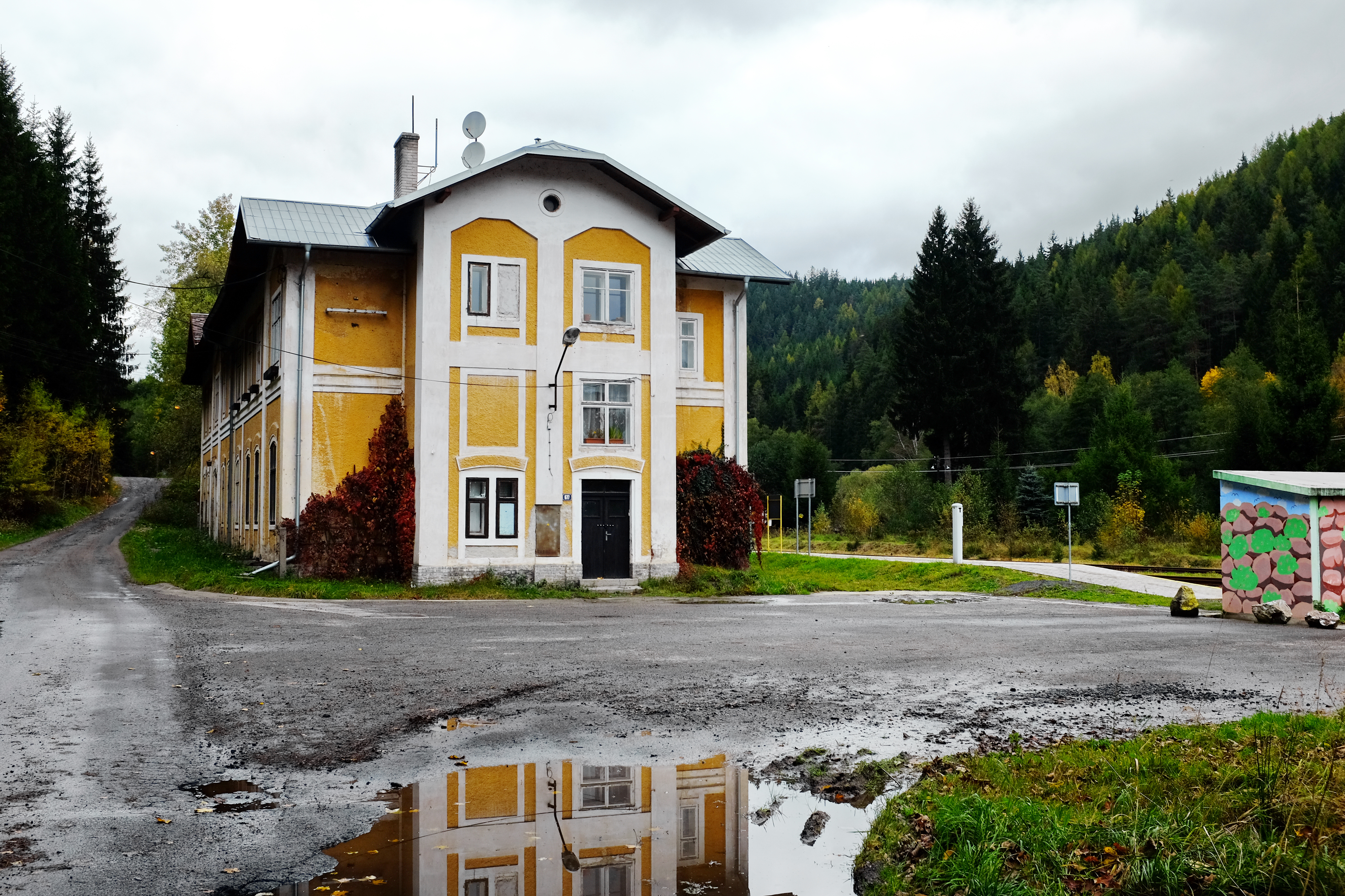
Pohled na staniční budovu od příjezdové silnice (2017)